# Ostroveni
Ostroveni est une commune roumaine située dans le județ de Dolj.